# Hello America (Blue System)
Hello America è il settimo album in studio del gruppo musicale tedesco Blue System, pubblicato nel 1992.

## Tracce
1. Romeo and Juliet – 3:52
2. Crossing the River – 4:03
3. I Will Survive – 3:40
4. I Like Your Sexy Body – 3:28
5. Satellite to Satellite – 3:43
6. Hello America – 3:58
7. Vampire – 3:37
8. Wonderful World – 3:44
9. Heartache No. 9 – 3:37
10. Unfinished Rhapsodie – 3:22
11. Final – 4:03